# Bobby Leonard
Bobby Leonard, również Slick Leonard, właśc. William Robert Leonard (ur. 17 lipca 1932 w Terre Haute, zm. 13 kwietnia 2021 w Indianapolis) – amerykański koszykarz, występujący na pozycji rozgrywającego, po zakończeniu kariery sportowej trener koszykarski oraz sprawozdawca sportowy, członek Koszykarskiej Galerii Sław im. Jamesa Naismitha.

## Kariera sportowa
Poprowadził zespół Indiana Pacers do pięciu finałów ligi ABA, w tym trzech tytułów mistrzowskich oraz rekordowych 69 zwycięstw play-off. Uzyskał też najwięcej zwycięstw w historii ABA jako główny trener (387) oraz najwięcej zwycięstw jako trener Pacers (529 – ABA i NBA).

## Osiągnięcia
Na podstawie, o ile nie zaznaczono inaczej.
NCAA
- Mistrz:
  - NCAA (1953)
  - sezonu regularnego konferencji Big 10 (1953, 1954)
- Uczestnik rozgrywek Sweet Sixteen turnieju NCAA (1953, 1954)
- Zaliczony do:
  - I składu turnieju NCAA (1953)[7]
  - II składu All-American (1954)
  - składu stulecia zespołu Indiana Hoosiers
  - Galerii Sław:
    - Koszykówki stanu Indiana (1982)[8]
    - Sportu uczelni Indiana

NBA
- Wicemistrz NBA (1959)[9]

Trenerskie
- 3-krotny mistrz ABA (1970, 1972, 1973)
- Wicemistrz ABA (1969, 1975)
- Zaliczony do Koszykarskiej Galerii Sław (2014)
- Uznany za najlepszego trenera w historii ABA (1997)[10]
- Trener drużyny Zachodu podczas meczu gwiazd Legend NBA (1985)[11]